# Kvarteret Lövsångaren

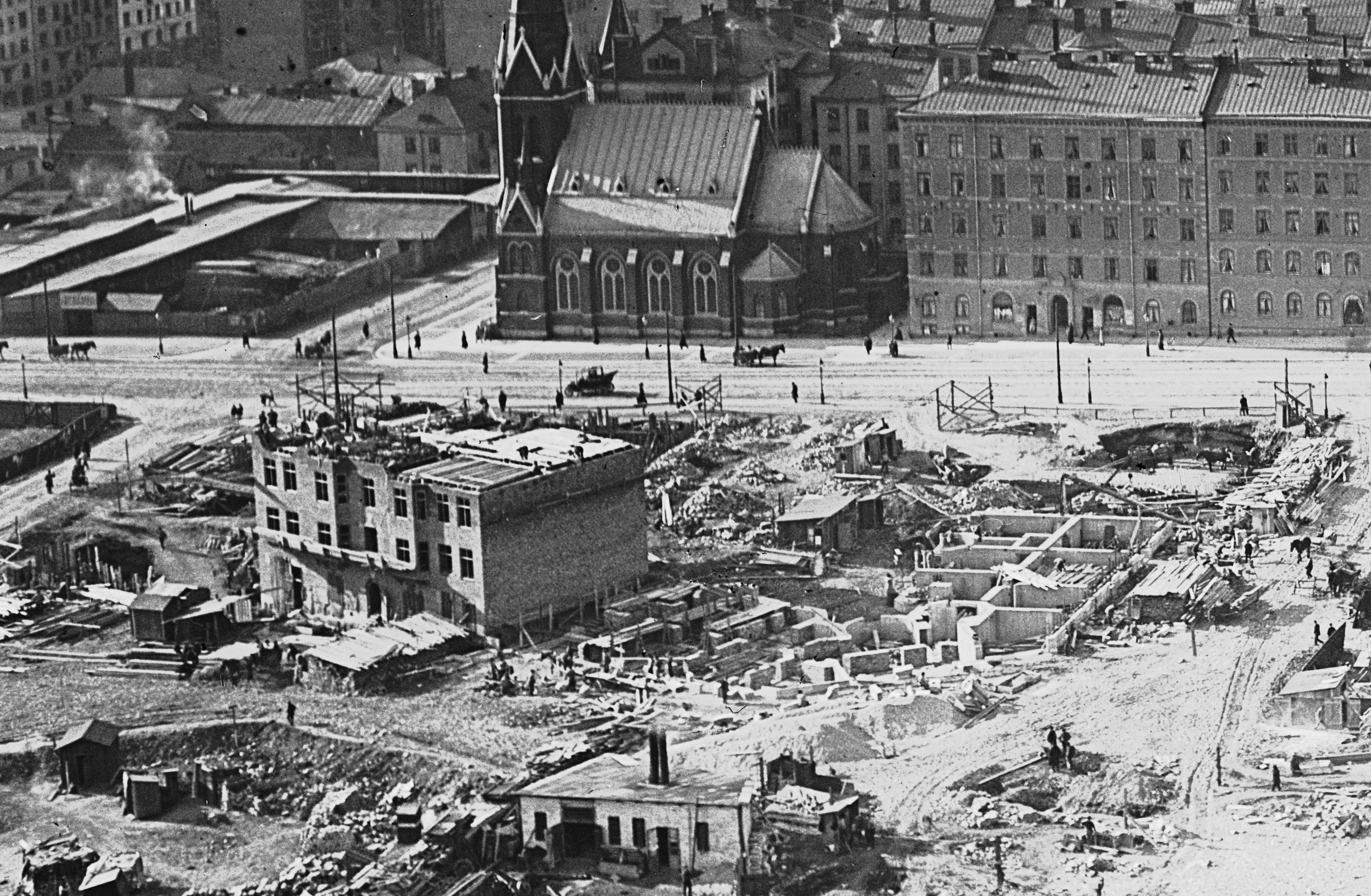
Byggarbeten i kvarteret Lövsångaren, 1912. Lövsångaren 6 har kommit längst. I bakgrunden: Odengatan och Sankt Georgios kyrka.

Kvarteret Lövsångaren är ett kvarter i Lärkstaden på Östermalm i Stockholms innerstad. Kvarteret bebyggdes mellan åren 1912 och 1913 och omges av Birger Jarlsgatan i sydväst, av Odengatan nordväst, av Östermalmsgatan i syd och av Bragevägen i nordost. Kvarteret består av sex fastigheter, Lövsångaren nr 2–7 (nr 1 finns inte).

## Kvarterets planering

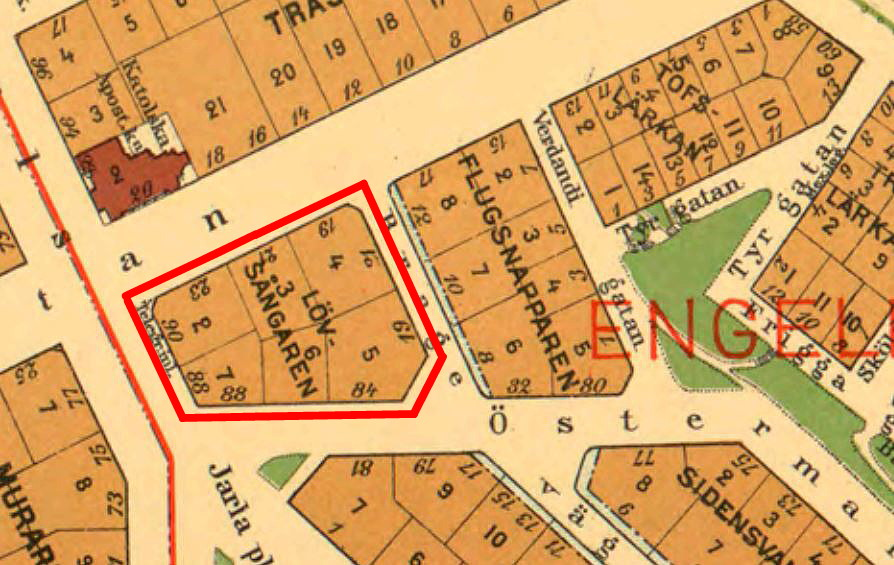
Kvarteret Lövsångaren, 1930.

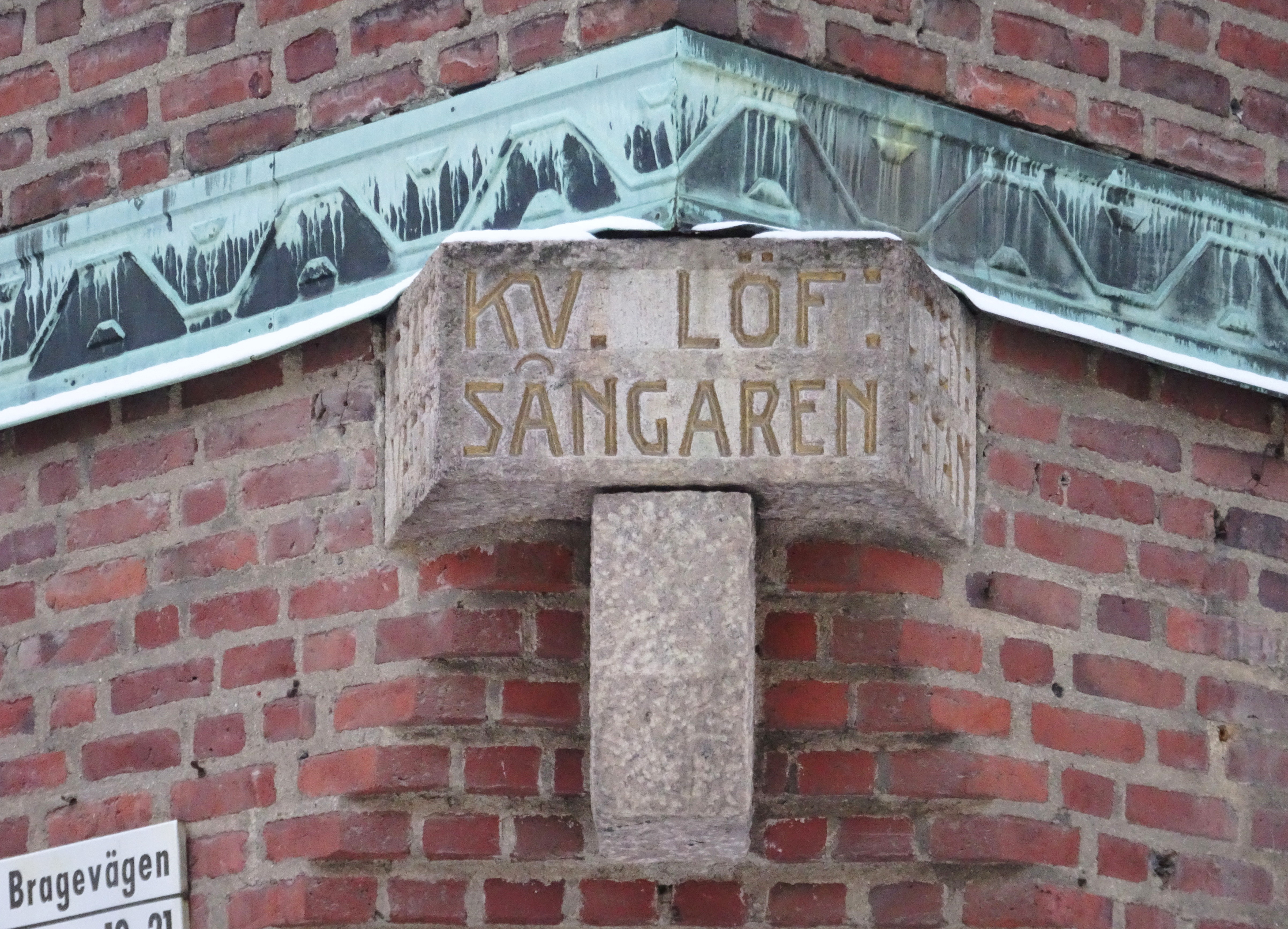
"Kv. Löfsångaren".

Intill kvarteret Lövsångarens sydvästra sida låg fram till 1800-talets mitt de sista torrlagda resterna efter Träskfloden som var en gammal vattenförbindelse mellan Brunnsviken och Nybroviken. Kvarteret Träskfloden vittnar idag fortfarande om dess tidigare existens. Redan på 1860-talet började Stockholms stadsplanerare intressera sig för denna del av staden och genom Lindhagenplanen skapades förutsättningarna för ny bebyggelse. Området ägdes av Stockholms stad och låg i stadens norra utkant nära Kungliga Djurgården. Trakten behöll ända in på 1870-talet en mycket lantlig karaktär. Terrängen var stark kuperad med en långsträckt, cirka 37 meter hög bergsknalle som dominerade området. På dess högsta punkt stod en stolpkvarn från 1700-talet som revs på 1880-talet (se Engelbrektskvarnen). Här reser sig sedan 1914 Engelbrektskyrkan. 
På uppdrag av beredningsutskottet upprättades 1878 översiktsplanen för en framtida bebyggelse i Stockholms nordöstra delar. Planen bearbetades 1902 av stadsplanearkitekten Per Olof Hallman som anpassade den till områdets besvärliga topografiska förhållanden. Då skapades det avlånga storkvarteret Domherren som sträckte sig från Odengatan i norr, mellan Östermalmsgatan och Karlavägen och ända ner till Rådmansgatan.  
Lärkstadens södra kvarter bildades 1908 i samband med en stadsplan för Eriksbergsområdet med omgivning vars upphovsman var stadsingenjören Gustaf von Segebaden. På hans stadsplan framgår för första gången konturerna för nuvarande kvartersindelning med Lövsångaren och Flugsnapparen längst i nordväst, Skatan och Sidensvansen i mellersta delen och Korsnäbben  (Engelbrektskyrkan) i sydöstra delen. Av storkvarteret Domherren kvarstod endast ett litet område där Östermalmsfängelset stod.
År 1911 började Stockholms stad försäljning av byggtomter i det nybildade kvarteret Löfsångaren. Staden sålde med äganderätt. ”Å fri och egen grund” står det på tomtkartorna. En av de första köparna var byggmästaren Olof Knutsson Hellström vilken i november 1911 förvärvat tomten Lövsångaren nr 6.

### Kulturhistorisk bedömning och arkitektur
Kvarteret Lövsångaren ingår i ett område av Riksintresse för kulturmiljövården. Samtliga sex fastigheter är grönklassade av Stadsmuseet och anses vara "särskilt värdefulla från historisk, kulturhistorisk, miljömässig eller konstnärlig synpunkt". Fyra av Lövsångarens sex fastigheter ritades av arkitektkontoret Höög & Morssing. Samtliga byggnader i kvarteret är uppförda i rött, fogstruket tegel och gestaltade i nationalromantikens anda.

### Förteckning över fastigheterna i kvarteret Lövsångaren
- Lövsångaren 2 (Odengatan 23), byggår (slutbesiktning) 1913, arkitekt Höög & Morssing.[6]
- Lövsångaren 3 (Odengatan 21), byggår (slutbesiktning) 1913, arkitekt Höög & Morssing.[7]
- Lövsångaren 4 (Odengatan 19), byggår (slutbesiktning) 1913, arkitekt Höög & Morssing.[8]
- Lövsångaren 5 (Bragevägen 19), byggår (slutbesiktning) 1913, arkitekt Höög & Morssing.[9]
- Lövsångaren 6 (Östermalmsgatan 3), byggår (slutbesiktning) 1913, arkitekt Olof Knutsson Hellström.[10]
- Lövsångaren 7 (Östermalmsgatan 1), byggår (slutbesiktning) 1913, arkitekt Östlihn & Stark.[11]

## Bildgalleri

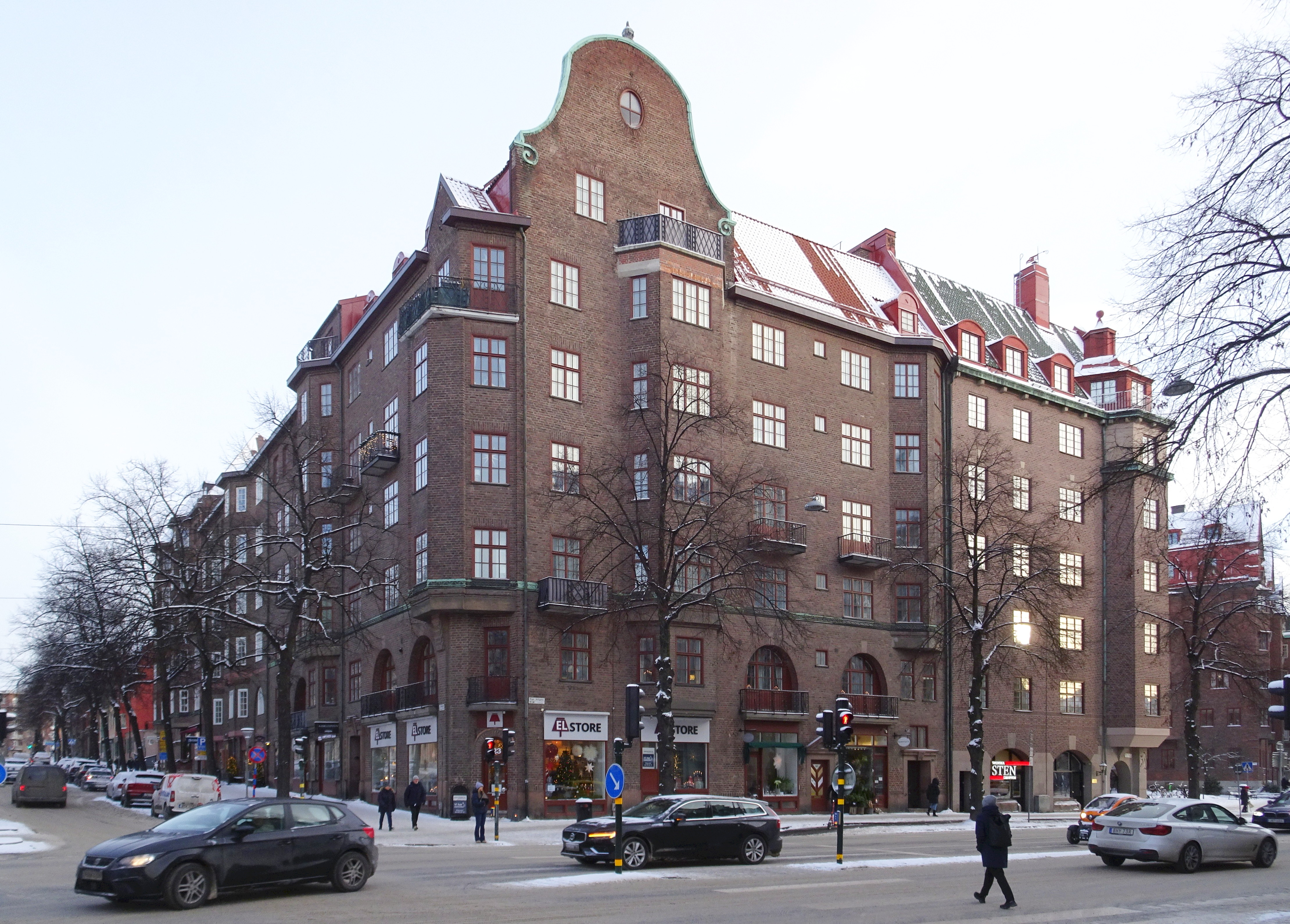
Lövsångaren 2.
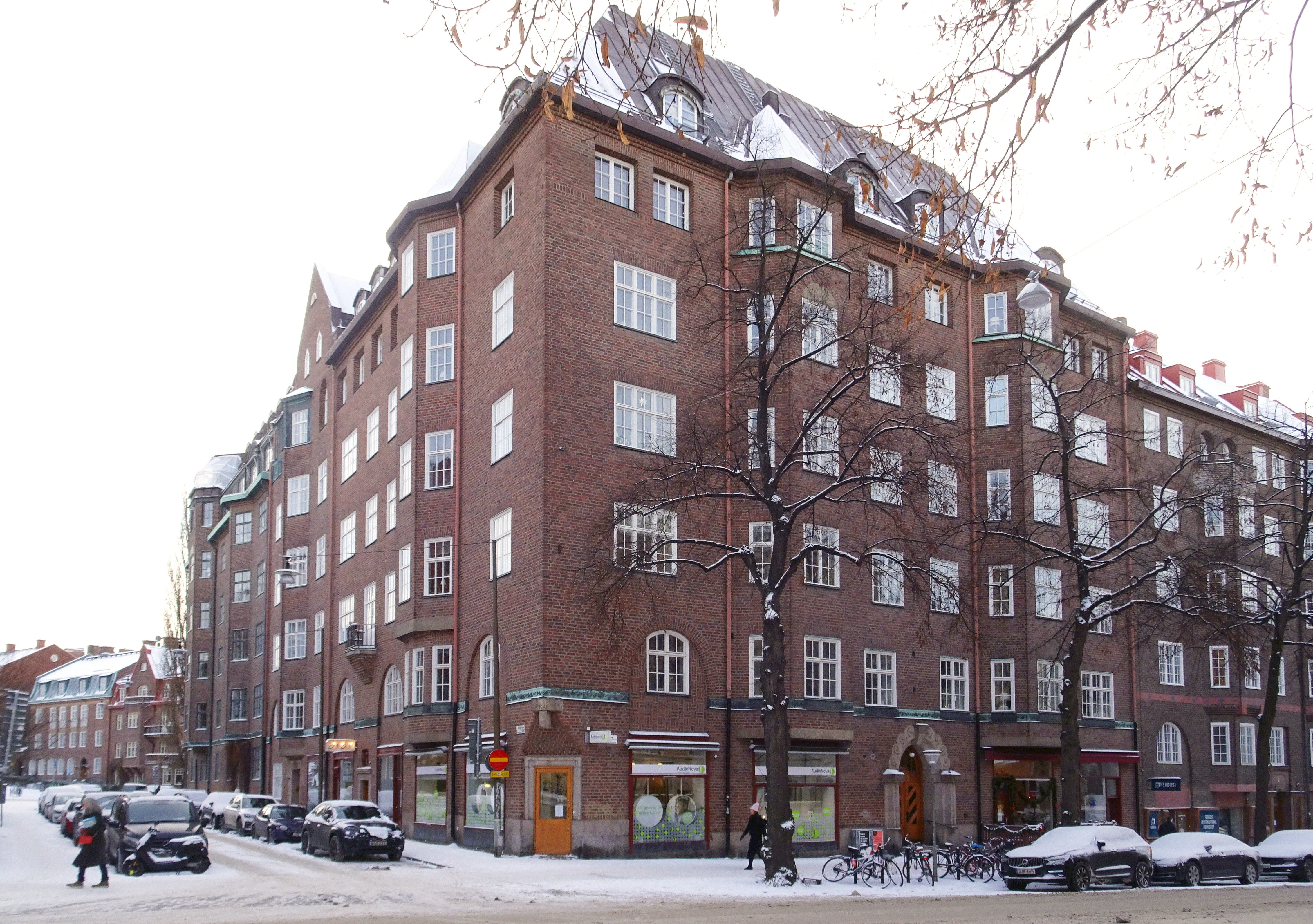
Lövsångaren 4.
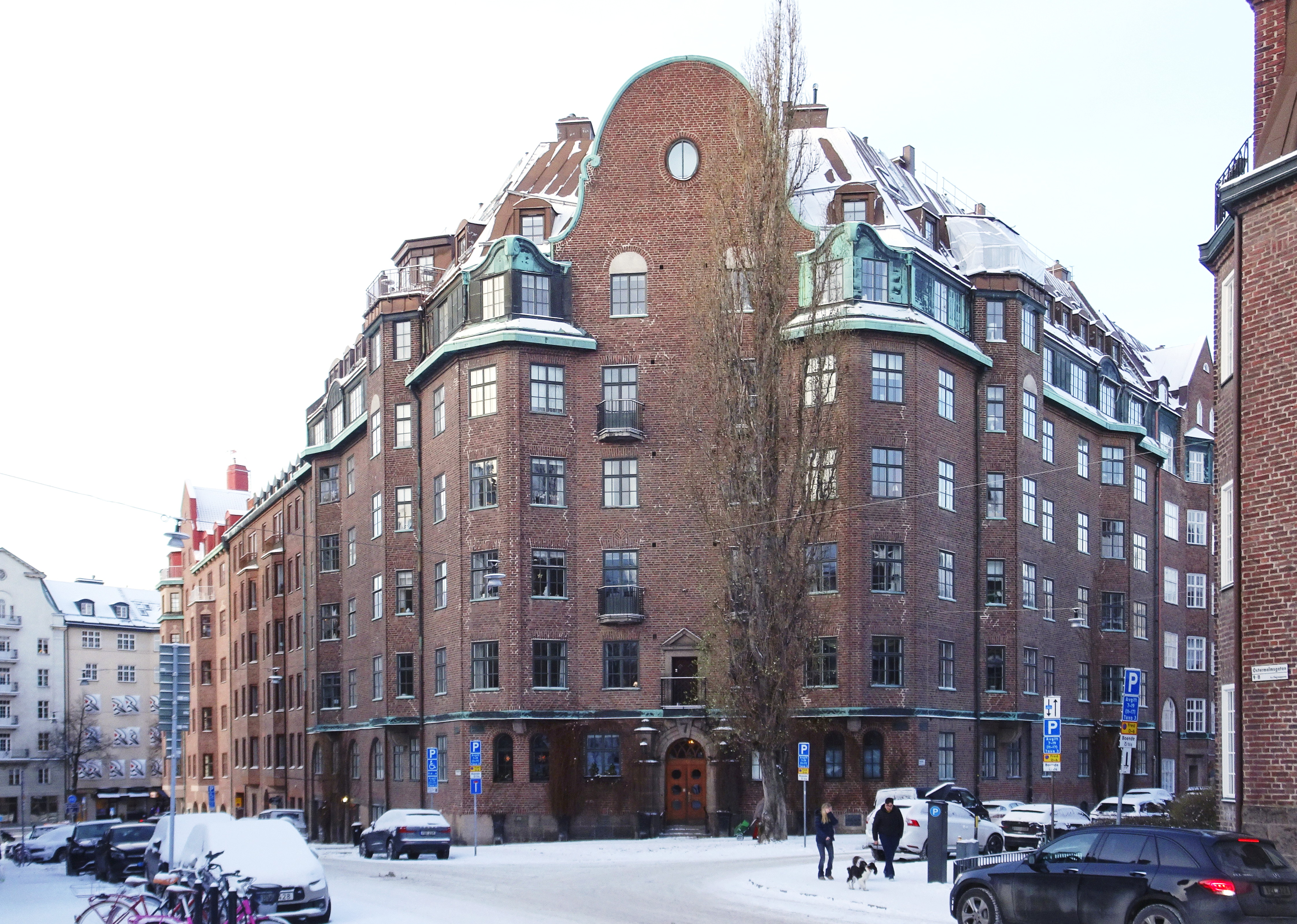
Lövsångaren 5.
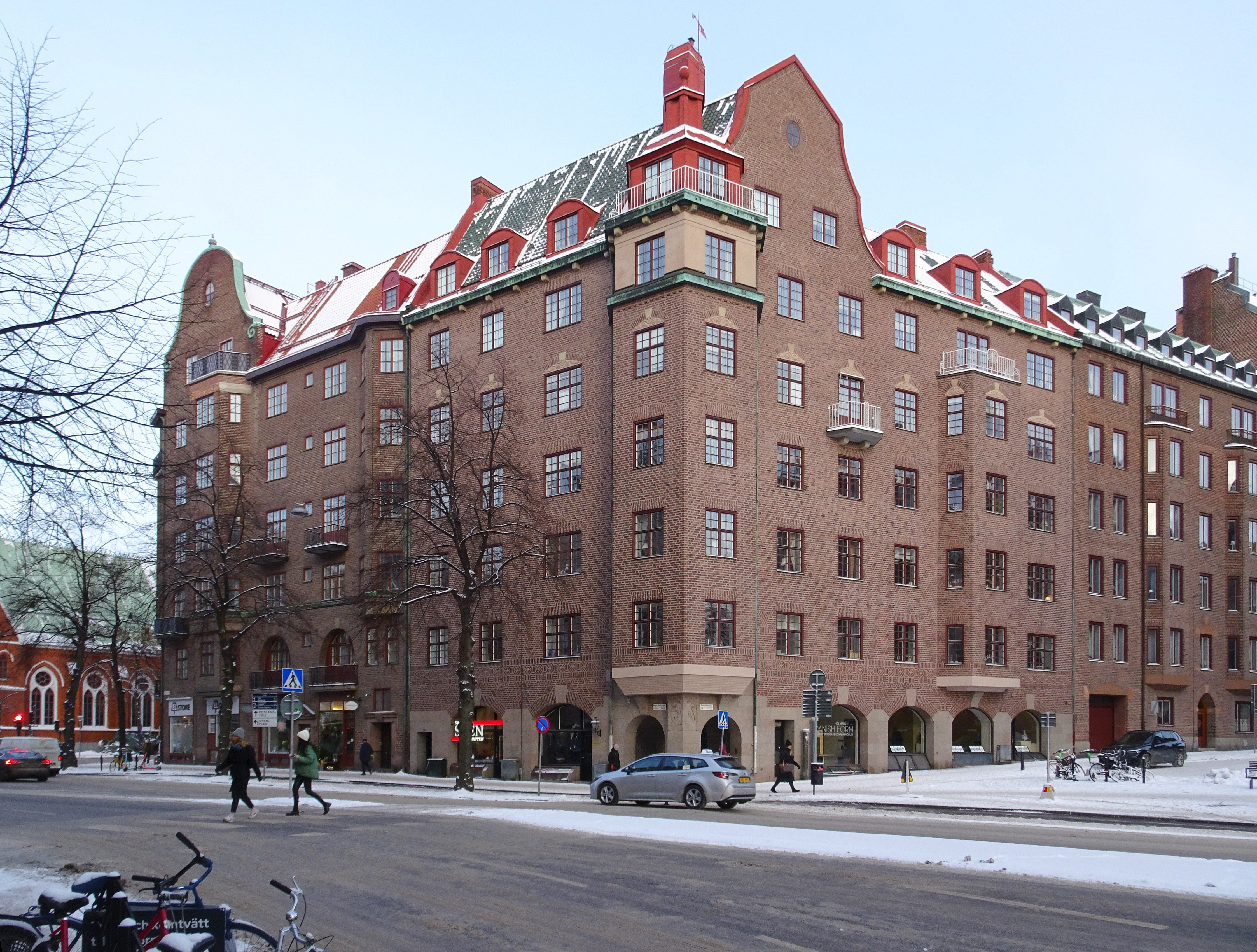
Lövsångaren 7.
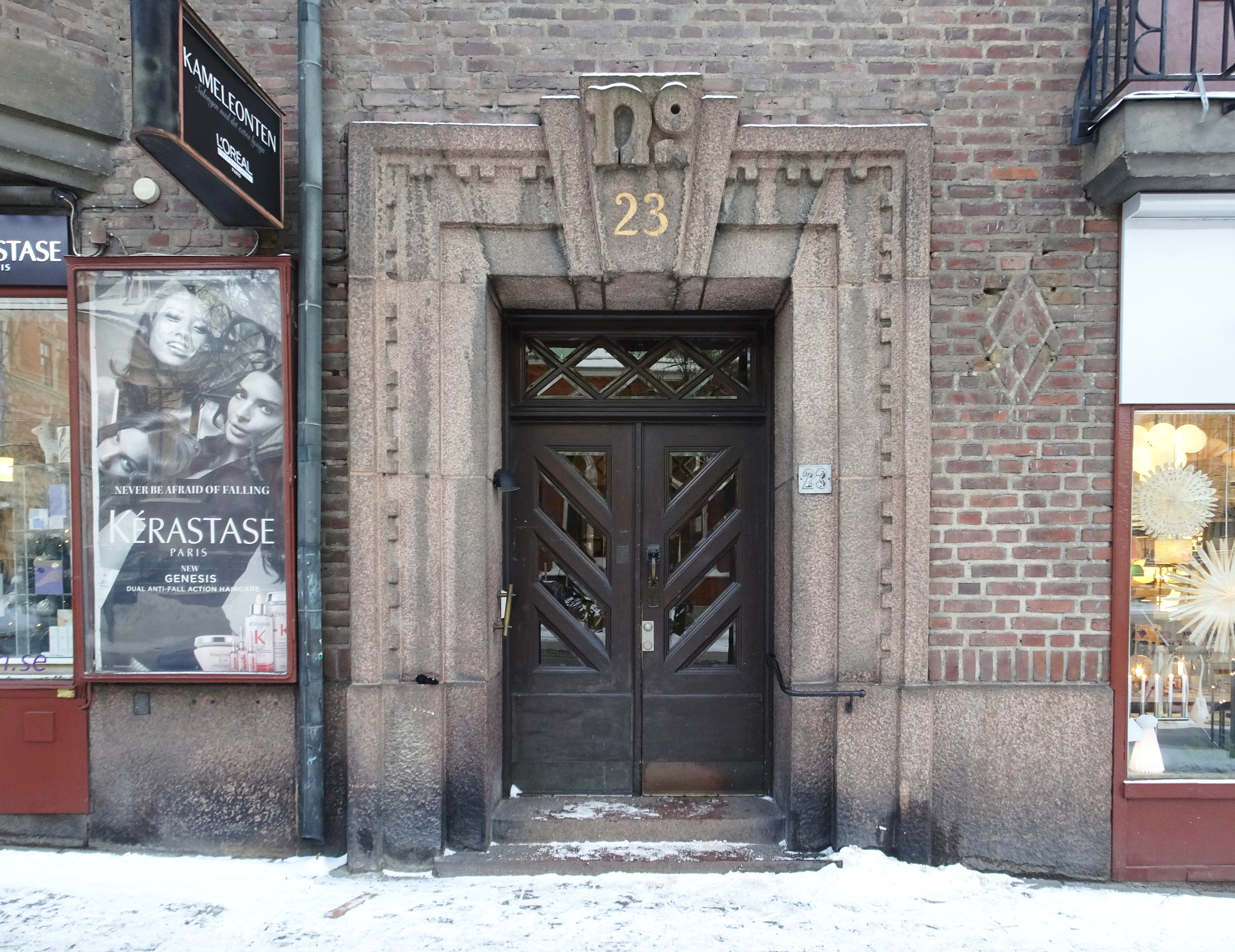
Lövsångaren 2, Odengatan 23.
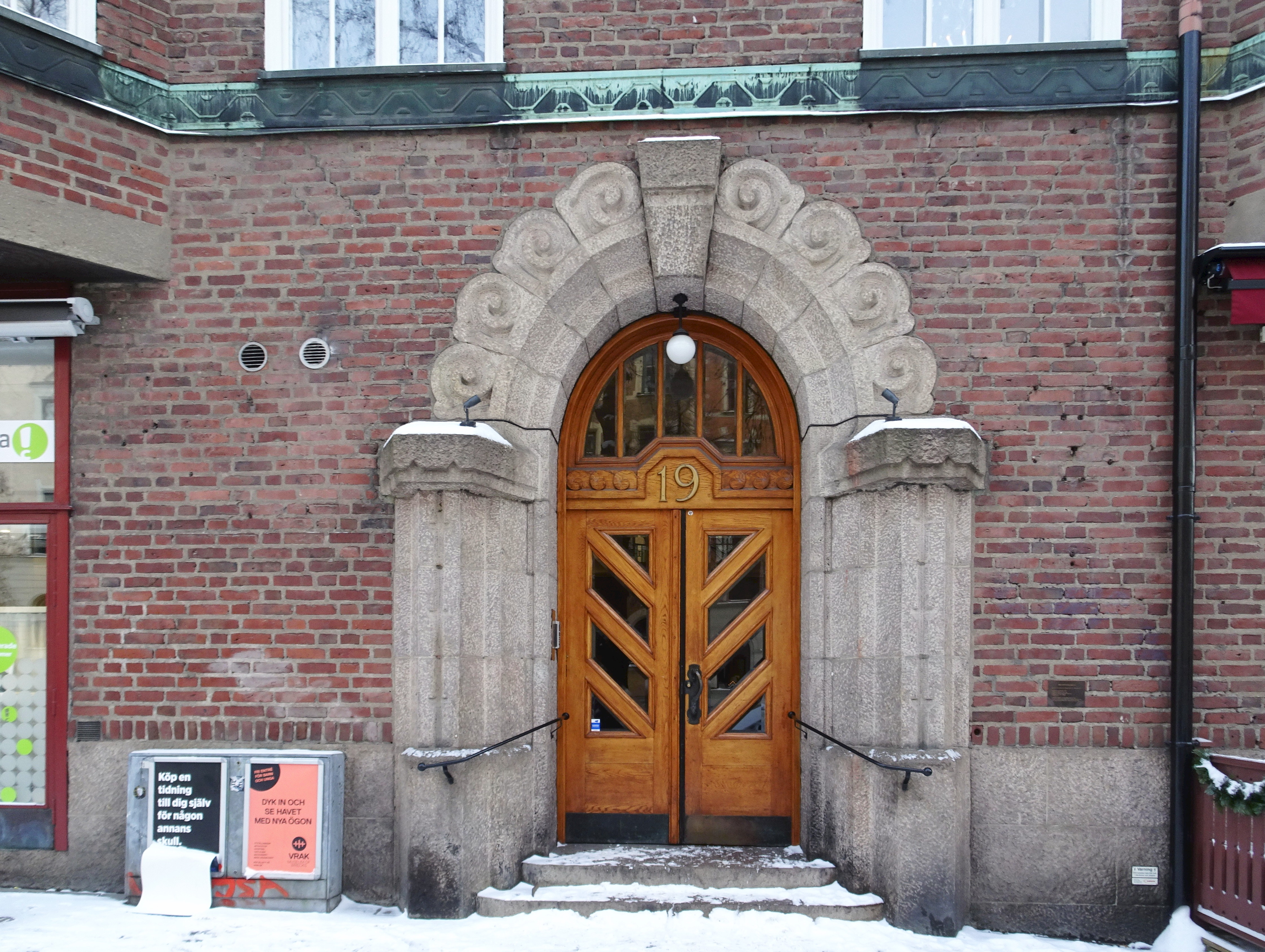
Lövsångaren 4, Odengatan 19.
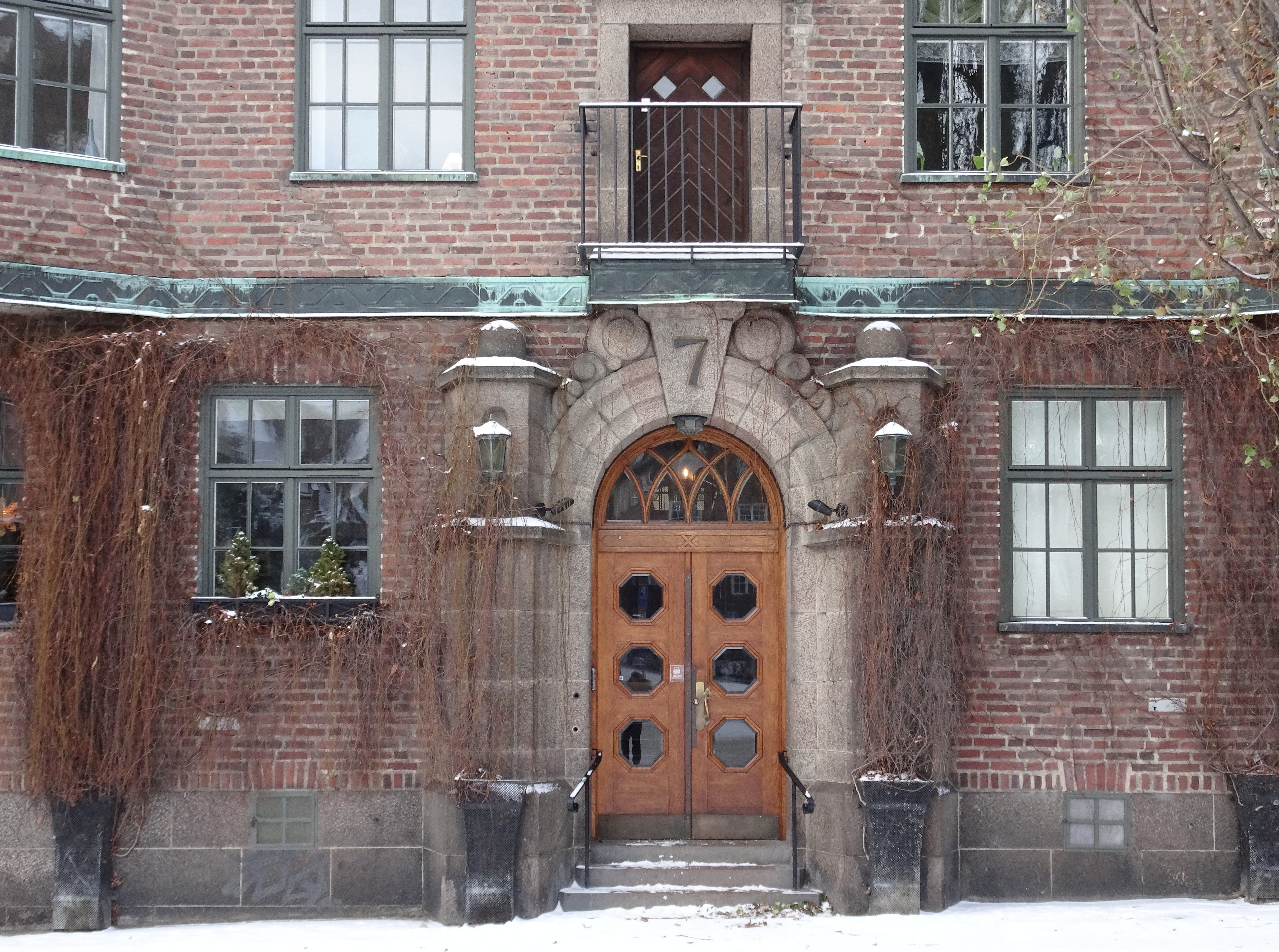
Lövsångaren 5, Östermalmsgatan 7.
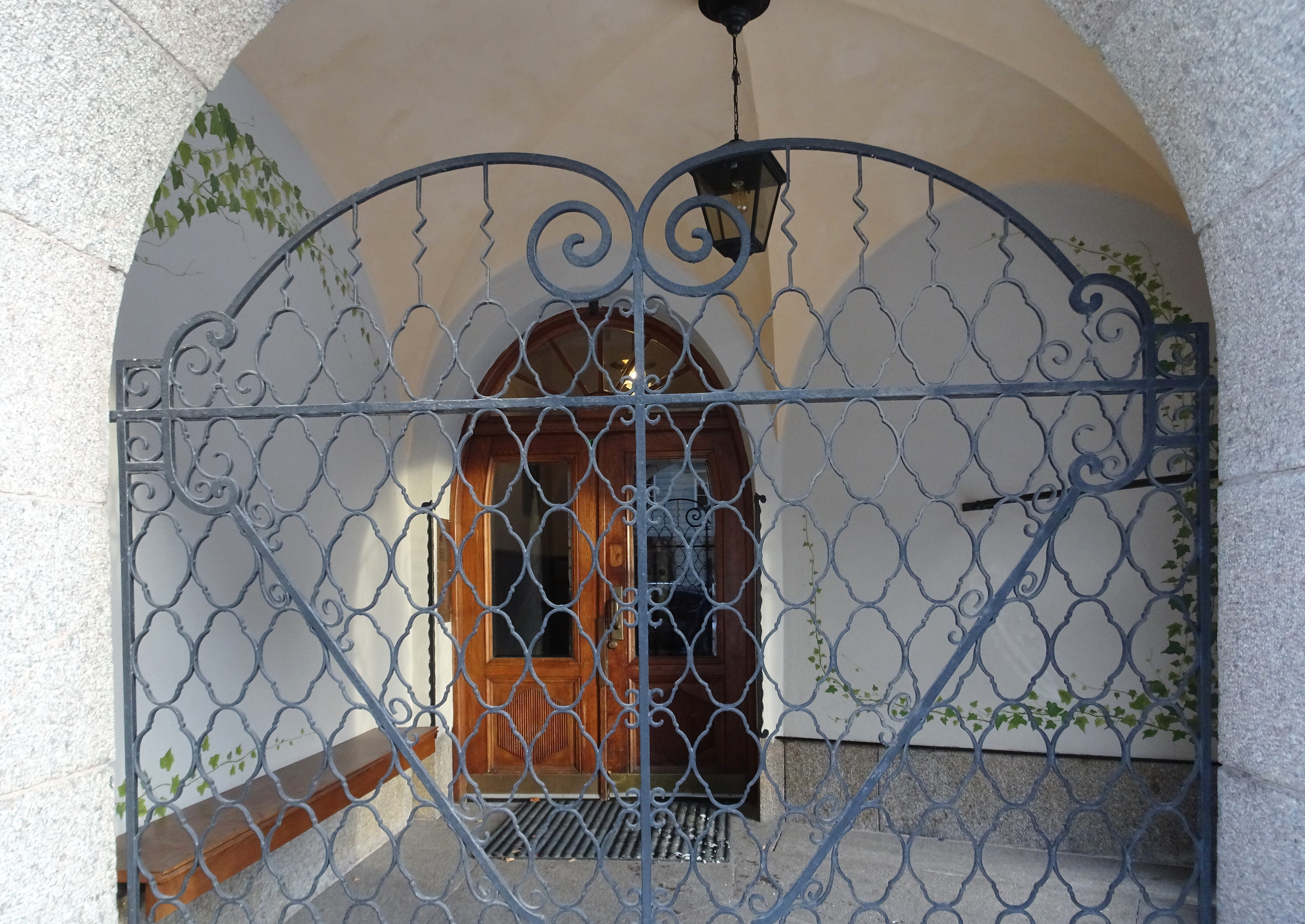
Lövsångaren 7, Östermalmsgatan 1.